# Cornelia (Géorgie)
Pour les articles homonymes, voir Cornelia.
Cornelia est une ville américaine située dans le comté de Habersham, en Géorgie. Selon le recensement de 2020, sa population est de 4 503 habitants.